# Tricheco (sous-marin, 1909)
Pour les articles homonymes, voir Tricheco (sous-marin).
Le Tricheco (en français: Morse) est un sous-marin italien de la classe Glauco, construit dans les années 1900 pour la Marine royale italienne.

## Caractéristiques
La classe Glauco déplaçaient 160 tonnes en surface et 243 tonnes en immersion. Les sous-marins mesuraient 36,8 mètres, avaient une largeur de 4,32 mètres et un tirant d'eau de 2,5 mètres. Ils avaient une profondeur de plongée de 25 mètres. Leur équipage comptait deux officiers et treize sous-officiers et marins.
Pour la navigation de surface, les sous-marins Glauco, Squalo et Narvalo étaient propulsés par quatre moteurs essence FIAT de 600 chevaux-vapeur (cv) (441 kW) (tandis que les Otaria et Tricheco par des moteurs Thornycroft de 800 cv (588 kW)), entraînant deux arbres d'hélices. En immersion, chaque hélice était entraînée par un moteur électrique  Savigliano de 85 chevaux-vapeur (62 kW). Ils pouvaient atteindre 13 nœuds (24 km/h) en surface et 6,2 nœuds (11,4 km/h) sous l'eau. En surface, la classe Glauco avait une autonomie de 225 milles nautiques (416 km) à 10 noeuds (18,5 km/h); en immersion, elle avait une autonomie de 81 milles nautiques (150 km) à 3,5 noeuds (6,4 km/h).
Les sous-marins étaient armés de deux tubes lance-torpilles à l'avant de 45 centimètres  (sauf le Glauco qui en avaient 3 à l'avant), pour lesquels ils transportaient un total de 2 torpilles.

## Construction et mise en service
Le Tricheco est construit par le chantier naval de l'Arsenal de Venise (Arsenale di Venezia) de Venise en Italie, et mis sur cale le 6 novembre 1905. Il est lancé le 6 juin 1909 et est achevé et mis en service le 15 octobre 1909. Il est commissionné le même jour dans la Regia Marina.

## Histoire du service
Une fois en service, le Tricheco stationne à Venise, dans le IVe Escadron de sous-marins,,.
Il est utilisé pour l'entraînement jusqu'en août 1914, mois au cours duquel il est affecté pour la première fois à l'escadron autonome de Brindisi, puis transféré de nouveau à Venise, mais affecté au Ier escadron,.
Lorsque l'Italie entre dans la Première Guerre mondiale, il est commandé par le lieutenant de vaisseau (tenente di vascello) Piero Torrigiani. Il opère avec des fonctions défensives au large du port vénitien,,.
En 1916, il est transféré au IIe Escadron de sous-marins,.
Le 12 février 1916, à 14h30, alors qu'il est amarré à Porto Corsini, il est attaqué par des hydravions austro-hongrois qui lachent à haute altitude  douze bombes, dont aucune ne le touche,.
En 1917 (à partir de janvier, il est commandé par le lieutenant de vaisseau Bernucci), il passe à nouveau dans e er escadron et est employé à la défense d'Ancône, de Ravenne et de Porto Corsini,..
Il est ensuite mis en réserve en février 1918, désarmé, radié et mis au rebut.
En tout, le Tricheco a effectué 37 missions de guerre, passant 695 heures en mer,.